# Ecurie Vienne
Ecurie Vienne war ein österreichisches Rennsportteam mit Sitz in Wien.

## Geschichte
1959 gründeten die drei rennbegeisterten Rolf Markl, Curd Barry und Gunther Placheta das Team Ecurie Vienne. Gunther Placheta alias Gunther Philipp, ein bekannter österreichischer Sportler, Rennfahrer, Arzt und Schauspieler finanzierte den Rennstall und trug bei der Gründung durch die Bereitstellung von zwei Poggi-Formel-Junior-Rennwagen und einem Mercedes-Benz 300 SL im Wesentlichen zur Teamgeschichte bei. 1960 verzeichnete der Rennstall bereits seine ersten Titel. Ecurie Vienne war Mitglied im ÖASC (Österreichischer Automobil Sport Club).

### Teamfahrer
- Gunther Philipp, seit den 1950er-Jahren war er ein erfolgreicher Rennfahrer in der Grand Tourisme-Klasse. Im April 1961 wurde er Sieger in der GT-Klasse über 1600 cm³ auf einem Ferrari 250 beim „Preis von Wien“ in Wien-Aspern. Er fuhr auch mehrere Flugplatzrennen 1963 und 1965 (über 2000 cm³) in Wien-Aspern, 1961, 1963 bis 1965 in Zeltweg, sowie 1960 in Linz, sowohl auf Mercedes-Benz 300 SL und auf seinem privaten Ferrari. In den 1960er-Jahren war Gunther Philipp mehrmaliger österreichischer Staatsmeister.
- Rolf Markl, ein Wiener Rennfahrer, gewann 1960 beim Preis von Tirol auf der Rennstrecke Innsbruck-Kranebitten mit dem Mercedes-Benz 300 SL der Ecurie Vienne die Klasse GT. 1961 fuhr Markl den zweiten Formel Junior des Teams in Zeltweg. Markl wurde 1962 Lotus-Repräsentant und Importeur für Österreich und fuhr danach auf Lotus Elan bis 1965. Markl war ein Freund von Jochen Rindt und unterstützte Rindt bei seinem Einstieg seiner Rennfahrerkarriere 1961.
- Jochen Rindt kaufte sich 1963 bei Ecurie Vienne ein und fuhr als junger Fahrer seine ersten Formelrennen auf einem Fahrzeug der Ecurie Vienne.[1] Markl, der durch seine Tätigkeit gute Kontakte zu Colin Chapman hatte, vermittelte Rindt an das englische Lotus-Team, in dem Rindt die ersten Formel-2-Testfahrten absolvierte. 1964 startete Rindt in der Britischen Formel-2-Meisterschaft.
- Kurt Bardi-Barry (1939–1964) (auch als Curd Barry oder Corrado Bardy-Barry bekannt) begann als Fahrer 1960 mit einem Formel Junior vom Ecurie-Vienne-Team. Er startete 1960 bei den Flugplatzrennen in Linz und Klagenfurt, beim Gaisbergrennen und in Wien-Aspern bis 1963. Die PM-Poggi wurde gegen Cooper-Cosworth Formel Junior ersetzt. Beim Grand Prix in Monaco setzte sich Curd Barry mit seinem neuen Auto durch und wurde Österreichischer Formel-Junior-Staatsmeister. 1963 klang die Saison mit zwei Doppelsiegen von Barry vor Jochen Rindt aus. Am 7. Februar 1964 kam Curd Barry bei einem Verkehrsunfall ums Leben. Nach seinem Tod wurde das Flugplatzrennen Wien-Aspern für fünf Jahre zusätzlich als „Curd Barry-Gedenkrennen“ benannt.

### Veranstaltungen (Auszug)
An folgenden Rennen nahm das Team Ecurie Vienne teil:
- Internationales Autorennen am Flugplatz Innsbruck 1960
- Internationales Flugplatzrennen Klagenfurt 1960
- Internationaler Edelweiß-Bergpreis Roßfeld, Berchtesgaden
- Gaisbergrennen 1960
- Internationales Autorennen am Flugplatz Linz 1960
- Flugplatzrennen Wien-Aspern 1961
- Gaisbergrennen 1961
- Internationales Autorennen am Flugplatz Innsbruck 1961
- Internationales Auto- und Motorradrennen am Flugplatz Zeltweg 1961
- Internationales Autorennen am Flugplatz Innsbruck 1962
- Flugplatzrennen Wien-Aspern 1962
- Internationales Autorennen am Flugplatz Innsbruck 1963
- Flugplatzrennen Wien-Aspern 1963
- Internationales Auto- und Motorradrennen am Flugplatz Zeltweg 1963
- Formel Junior GP Monaco

## Heute
Nach dem Tod von Barry wurde es immer ruhiger um den Wiener Rennstall. 2005 erwarb der Wiener Unternehmer und Motorsportler Johannes Huber aus dem Nachlass sämtliche Rechte einschließlich der Namensrechte der Ecurie Vienne.
Unter dem Markennamen Ecurie Vienne (Johannes Huber GmbH & Co KG) werden heute Restaurierung und Betreuung von Old- und Youngtimern durchgeführt sowie Rallye- und Rennwagenaufbau und Betreuung bei Renneinsätzen betrieben.